# Пышница (гмина)
Пышница (пол. Pysznica) — сельская гмина (волость) в Польше, входит как административная единица в Сталёвовольский повет, Подкарпатское воеводство. Население — 9 404 человека (на 2005 год).

## Демография
| Перепись                       | Всего   | Всего | Женщины | Женщины | Мужчины | Мужчины |
| ------------------------------ | ------- | ----- | ------- | ------- | ------- | ------- |
| Единицы                        | человек | %     | человек | %       | человек | %       |
| Население                      | 9273    | 100   | 4634    | 50      | 4639    | 50      |
| Плотность населения (чел./км²) | 62,7    | 62,7  | 31,3    | 31,3    | 31,4    | 31,4    |

## Сельские округа
1. Бонкув
2. Брандвица
3. Хлопска-Воля
4. Ястковице
5. Клыжув
6. Кшаки
7. Сломяна
8. Ольшовец
9. Пышница
10. Студзенец
11. Судолы

## Соседние гмины
1. Гмина Янув-Любельски
2. Гмина Яроцин
3. Гмина Модлибожице
4. Гмина Ниско
5. Гмина Поток-Вельки
6. Гмина Радомысль-над-Санем
7. Сталёва-Воля
8. Гмина Улянув
9. Гмина Закликув